# 양산 통도사 사직사자도
양산 통도사 사직사자도(梁山 通度寺 四直使者圖)는 대한민국 경상남도 양산시, 통도사에 있는 불화이다. 2014년 3월 20일 경상남도 유형문화재 제551호로 지정되었다.

## 지정 사유
양산 통도사 사자도(使者圖)는 소위 사직사자라 부르는 연직사자(年直使者), 월직사자(月直使者), 일직사자(日直使者), 시직사자(時直使者)의 4폭으로 구성되어 있다. 축(軸) 형식으로 되어 있어 불교의식 때 걸었던 의식용 그림으로 여겨지며, 각각의 화폭은 비단 3매를 이어 사용하였다.
통도사 사직사자도는 유려하고 세밀한 선과 색으로 인물의 형상을 생동적으로 잘 묘사하였으며, 특히 우아하고 세련된 색채감을 보여준다. 자세에서도 전령이라는 성격에 잘 부합하게 역동성인 동세가 잘 녹아 있는 중요한 자료이다.

## 참고 자료
- 양산 통도사 사직사자도 - 국가유산청 국가유산포털